# Fred Sinowatz
Fred Sinowatz (Neufeld an der Leitha, 5 febbraio 1929 – Vienna, 11 agosto 2008) è stato un politico austriaco.

## Biografia
Politico dell'SPÖ laureato in legge a Vienna, fu Ministro dell'Educazione dal 1971 al 1983 e Vice-Cancelliere dal 1981 al 1983 nei Governi di Kreisky. Alle elezioni del 1983, Kreisky perse la maggioranza assoluta e si dimise; Sinowatz divenne Cancelliere federale grazie a una coalizione SPÖ-FPÖ, la cosiddetta Kleine Koalition (piccola coalizione). In carica per 3 anni fino al 1986, Sinowatz si dimise in seguito all'elezione a presidente di Kurt Waldheim, ex segretario dell'ONU.